# Henri Deloge
Henri Léon Émile Deloge (Saint-Mandé, 21 novembre 1874 – Bourg-la-Reine, 27 dicembre 1961) è stato un mezzofondista francese, vincitore di due medaglie d'argento ai Giochi olimpici di Parigi 1900.

## Biografia
Ai Giochi olimpici di Parigi 1900 conquistò la medaglia d'argento nei 1 500 metri piani e nei 5 000 metri a squadre. Partecipò anche alla gara degli 800 metri piani ma una caduta lo mise fuori gioco quando conduceva la gara, concludendo così al 4º posto.

## Palmarès
| Anno | Manifestazione  | Sede   | Evento           | Risultato | Prestazione | Note |
| ---- | --------------- | ------ | ---------------- | --------- | ----------- | ---- |
| 1900 | Giochi olimpici | Parigi | 800 metri        | 4º        | n/d         |      |
| 1900 | Giochi olimpici | Parigi | 1 500 metri      | Argento   | 4'06"6      |      |
| 1900 | Giochi olimpici | Parigi | 5000 m a squadre | Argento   | 29 p.       |      |